# Kocour v botách (film, 2011)
Kocour v botách (v anglickém originále Puss in Boots) je americký animovaný film z roku 2011 ze studia DreamWorks Animation.

## Obsah
Film Kocour v botách vypráví o tajemném kocourovi, který se snaží očistit své jméno, a vydává se s Čiči Tlapičkou a s Alexandrem nalézt kouzelné fazole zlaté vejce, přičemž se je snaží předběhnout Jack a Jill.